# فلاديمير بولياكوف
فلاديمير بولياكوف (بالروسية: Владимир Поляков)‏ هو منافس ألعاب قوى روسي، ولد في 17 أبريل 1960.

## وصلات خارجية
- فلاديمير بولياكوف على موقع الاتحاد الدولي لألعاب القوى (الإنجليزية)